# Michele Avitabile
Michele Avitabile (1818 - 18 juillet 1871) est un homme politique italien.

## Biographie
Il a été député du royaume d'Italie durant les VIIIe, IXe, Xe et XIe législatures.